# Лост-Крік (Техас)
Лост-Крік (англ. Lost Creek) — переписна місцевість (CDP) в США, в окрузі Тревіс штату Техас. Населення — 1276 осіб (2020).

## Географія
Лост-Крік розташований за координатами 30°17′40″ пн. ш. 97°50′43″ зх. д. / 30.29444° пн. ш. 97.84528° зх. д. (30.294422, -97.845303).  За даними Бюро перепису населення США в 2010 році переписна місцевість мала площу 8,43 км², уся площа — суходіл.

## Демографія
Згідно з переписом 2010 року, у переписній місцевості мешкало 4509 осіб у 1607 домогосподарствах у складі 1358 родин. Густота населення становила 535 осіб/км².  Було 1648 помешкань (195/км²).
Расовий склад населення:
| - 88,9 % — білих - 7,6 % — азіатів - 0,6 % — корінних американців - 0,4 % — чорних або афроамериканців |

До двох чи більше рас належало 2,0 %. Частка іспаномовних становила 6,2 % від усіх жителів.
За віковим діапазоном населення розподілялося таким чином: 29,1 % — особи молодші 18 років, 60,2 % — особи у віці 18—64 років, 10,7 % — особи у віці 65 років та старші. Медіана віку мешканця становила 43,9 року. На 100 осіб жіночої статі у переписній місцевості припадало 99,0 чоловіків;  на 100 жінок у віці від 18 років та старших — 92,3 чоловіків також старших 18 років.